# Srednjoazijska unija
Srednjoazijsku uniju predložio je predsjednik Kazahstana Nursultan Nazarbajev 26. travnja 2007. godine, u cilju stvaranja gospodarskog i političkog savez sličan onome u EU koji obuhvaća pet bivših sovjetskih srednjoazijskih republika Kazahstan, Kirgistan, Tadžikistan, Turkmenistan i Uzbekistan.
Do sada su predsjednici Kazahstana i Kirgistana potpisali sporazum za stvaranje "Međunarodnog Vrhovnog vijeća" između dviju država.  Osim toga, Kazahstan, Uzbekistan i Kirgistan potpisali su sporazum o vječnom prijateljstvu. Kazahstan i Uzbekistan također su odlučili postaviti zone slobodne trgovine.
Iako predložena unija ima podršku predsjednika Kazahstana, Kirgistana i Tadžikistana, uniju je otvoreno odbio uzbečki predsjednik Islam Karimov.
| Država       | Stanovnika | Površina (km²) | BDP (nominalno)   | BDP per capita (nominalno) |
| ------------ | ---------- | -------------- | ----------------- | -------------------------- |
| Kazahstan    | 16.375.000 | 2.724.900      | $141.1 milijardi  | $9,266                     |
| Kirgistan    | 5.356.869  | 199.900        | $10.764 milijardi | $2,009                     |
| Uzbekistan   | 27.372.000 | 447.400        | $86,1 milijardi   | $2,342                     |
| Tadžikistan  | 7.215.700  | 143.100        | $11.820 milijardi | $1,638                     |
| Turkmenistan | 5.110.023  | 488.100        | $31.860 milijardi | $3,451                     |
| Ukupno       | 59.504.723 | 4.003.400      | $277 milijardi    | $4,655                     |